# 横田尤孝

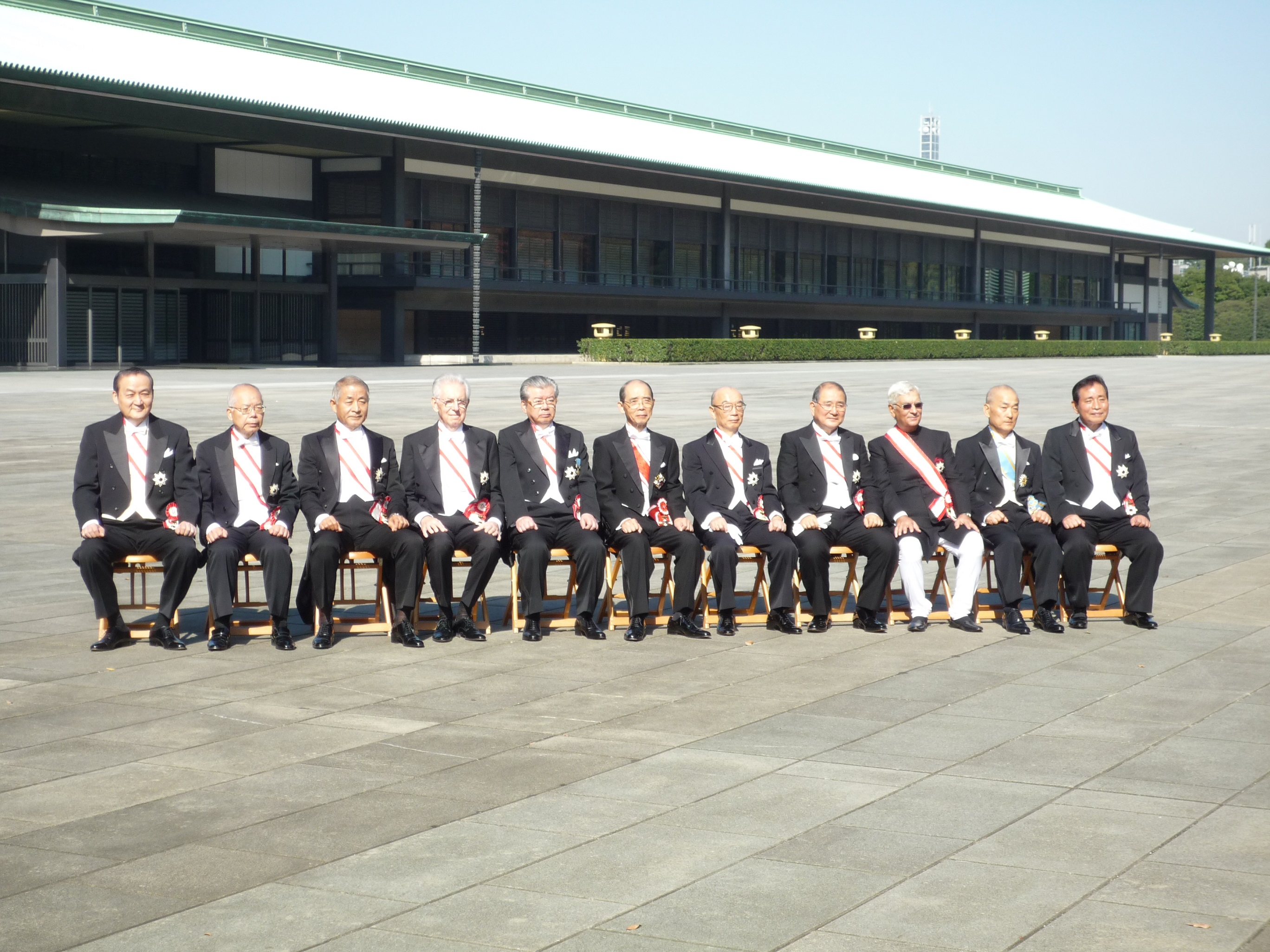
2015年11月5日、大綬章の親授式後の記念写真にて（左から2人目）

横田 尤孝（よこた ともゆき、1944年〈昭和19年〉10月2日 - ）は、日本の最高裁判所裁判官、弁護士、元次長検事。長島・大野・常松法律事務所顧問。

## 略歴
- 1944年（昭和19年）10月　千葉県生
- 1963年（昭和38年）3月  千葉県立木更津高等学校卒業
- 1969年（昭和44年）3月　中央大学法学部卒業
- 1972年（昭和47年）3月　司法修習修了
- 1972年（昭和47年）4月　東京地方検察庁検事
  - 同期に大林宏（元検事総長）、中尾巧（元大阪高検検事長）、熊﨑勝彦（元最高検公安部長）、三井環（元大阪高検公安部長）
  - この間、仙台、宇都宮、横浜、福岡各地方検察庁検事、東京、福岡各高等検察庁検事を歴任
- 1996年（平成8年）4月　東京地方検察庁総務部長
- 1997年（平成9年）4月　司法研修所教官
- 1999年（平成11年）4月　最高検察庁検事
- 2000年（平成12年）4月　奈良地方検察庁検事正
- 2002年（平成14年）1月　法務省保護局長
- 2003年（平成15年）4月　同矯正局長
- 2005年（平成17年）8月　広島高等検察庁検事長
- 2006年（平成18年）6月　次長検事
- 2007年（平成19年）10月　退官
- 2008年（平成20年）　法務省検察官・公証人特別任用等審査会会長[1]、第一東京弁護士会に弁護士登録。長島・大野・常松法律事務所顧問
- 2009年（平成21年）2月　特定非営利活動法人アジア太平洋地域アディクション研究所（APARI）理事
- 同年12月　弁護士登録抹消。長島・大野・常松法律事務所顧問退任。APARI理事退任
- 2010年（平成22年）1月6日　最高裁判所判事
- 2012年（平成24年）12月16日　最高裁判所裁判官国民審査において、罷免を可とする票4,696,669票、罷免を可とする率8.13%で信任[2]。
- 2014年（平成26年）10月1日　定年退官
- 2015年（平成27年）第一東京弁護士会弁護士登録、長島・大野・常松法律事務所顧問[3]
- 2015年（平成27年）11月　旭日大綬章受章[4]
- 2016年（平成28年）6月　日本原燃取締役[5]
- 2017年（平成29年）6月　千葉銀行取締役[5]
- 2020年（令和2年）4月　日本郵政グループJP改革実行委員会委員[6]

## 主な判決
- 2011年12月12日：北九州監禁殺人事件の被告人1人（原審・福岡高裁：無期懲役判決、死刑を求め検察側が上告）への決定において多数意見の「上告棄却」意見に対し「極刑以外の選択はあり得ない」とする反対意見。
- 2012年12月3日：中津川一家6人殺傷事件の被告人（原審・名古屋高裁：無期懲役判決、死刑を求め検察側が上告）への決定において多数意見の「上告棄却」決定に対し「極刑回避の事情は認められない」とする反対意見。
- 2013年5月10日：最高裁判所第1小法廷の裁判長として、麻原彰晃の2度目の再審請求の特別抗告を退け、再審を認めない決定を下した[7]。